# Liliana Mumy
Liliana Berry Davis Mumy (* 16. April 1994 in San Marcos, Kalifornien) ist eine US-amerikanische Schauspielerin und Synchronsprecherin.

## Leben und Karriere
2002 spielte Mumy die Rolle der Audrey Fremont, Tochter ihres Vaters Bill, der die Rolle des Anthony verkörpert, in der Folge It’s a good life der Serie The Twilight Zone. Neben ihren Rollen als Schauspielerin hat sie auch in verschiedenen Zeichentrickfilmen und -serien wie Katzekratz, Lilo & Stitch 2 – Stitch völlig abgedreht, Mulan 2, Stitch & Co. – Der Film Figuren ihre Stimme geliehen. Sie ist die Tochter des ehemaligen Kinderstars Bill Mumy und die Schwester des Kinderdarstellers Seth Mumy (* 1989).

## Filmografie (Auswahl)
- 2001: Scrubs – Die Anfänger (Scrubs, Fernsehserie, Folge 1x04)
- 2002: Die wilden Siebziger (That ’70s Show, Fernsehserie, Folge 4x20)
- 2002: Santa Clause 2 – Eine noch schönere Bescherung (The Santa Clause 2)
- 2002–2004: What’s Up, Dad? (My Wife and Kids, Fernsehserie, 5 Folgen)
- 2003: Stitch & Co. – Der Film (Stitch! The Movie, Stimme)
- 2003: Im Dutzend billiger (Cheaper by the Dozen)
- 2003–2005: Lilo & Stitch (Lilo & Stitch: The Series, Fernsehserie, 17 Folgen, Stimme)
- 2004: Mulan 2 (Mulan II, Stimme)
- 2005: Lilo & Stitch 2 – Stitch völlig abgedreht (Lilo & Stitch 2: Stitch Has a Glitch, Stimme)
- 2005: Im Dutzend billiger 2 – Zwei Väter drehen durch (Cheaper by the Dozen 2)
- 2005–2006: Katzekratz (Catscratch, Fernsehserie, 5 Folgen, Stimme)
- 2006: Der tierisch verrückte Bauernhof (Barnyard)
- 2006: Santa Clause 3 – Eine frostige Bescherung (The Santa Clause 3: The Escape Clause)
- 2008: Snow Buddies – Abenteuer in Alaska (Snow Buddies, Stimme)
- 2008–2009: The Cleaner (Fernsehserie, 20 Folgen)
- 2009: Space Buddies – Mission im Weltraum (Space Buddies, Stimme)
- 2009: Santa Buddies – Auf der Suche nach Santa Pfote (Santa Buddies, Stimme)
- seit 2016: Willkommen bei den Louds (The Loud House, Fernsehserie, Stimme)
- 2021: Willkommen bei den Louds – Der Film (The Loud House Movie, Stimme)